# Gotha
Gotha (pronunciación en alemán: /ˈɡoːta/ⓘ) es la quinta ciudad de Turingia, Alemania, localizada a 20 km al oeste de Érfurt y a 25 km de Eisenach, con una población de 44.000 habitantes. La ciudad es la capital del distrito de Gotha y también fue la residencia de los Wettin de la rama Ernestina desde 1640 hasta el fin de la monarquía en Alemania en 1918. La Casa de Sajonia-Coburgo-Gotha con su origen en la ciudad engendró muchos gobernantes europeos, incluyendo las casas reales de Inglaterra, Bélgica, Portugal (hasta 1910) y Bulgaria (hasta 1946).
En la Edad Media, Gotha era un rico enclave comercial en la ruta de comercio Via Regia y entre 1650 y 1850, Gotha vio un auge como centro de las artes y las ciencias, fomentadas por los duques de Sajonia-Gotha. El primer duque, Ernesto el Piadoso fue famoso por su sabiduría en el gobierno. En el siglo XVIII el Almanaque de Gotha fue por primera vez publicado en la ciudad. El cartógrafo Justus Perthes y el enciclopedista Joseph Meyer hicieron de Gotha un centro de la avanzada cultural alemana en torno a 1800.
A principios del siglo XIX, Gotha fue el lugar de nacimiento del negocio alemán de los seguros. El SPD (Partido Socialdemócrata Alemán) fue fundado en Gotha en 1875 mediante la fusión de la Asociación General de Trabajadores de Alemania y el Partido Socialdemócrata Obrero de Alemania. El acuerdo de fusión daría lugar a la respuesta de Karl Marx en su obra Crítica del Programa de Gotha.
En ese periodo, Gotha se convirtió en un núcleo industrial con compañías como Gothaer Waggonfabrik, un productor de tranvías y aeronaves.
Los principales puntos de interés para el visitante en Gotha son el Castillo moderno temprano de Friedenstein, uno de los mayores castillos renacentistas/barrocos en Alemania, el centro medieval y los edificios del Gründerzeit correspondientes al boom comercial del siglo XIX.
Gotha está establecida en la parte sur de la Cuenca turingia en un paisaje llano y agrícola.

## Galería de imágenes

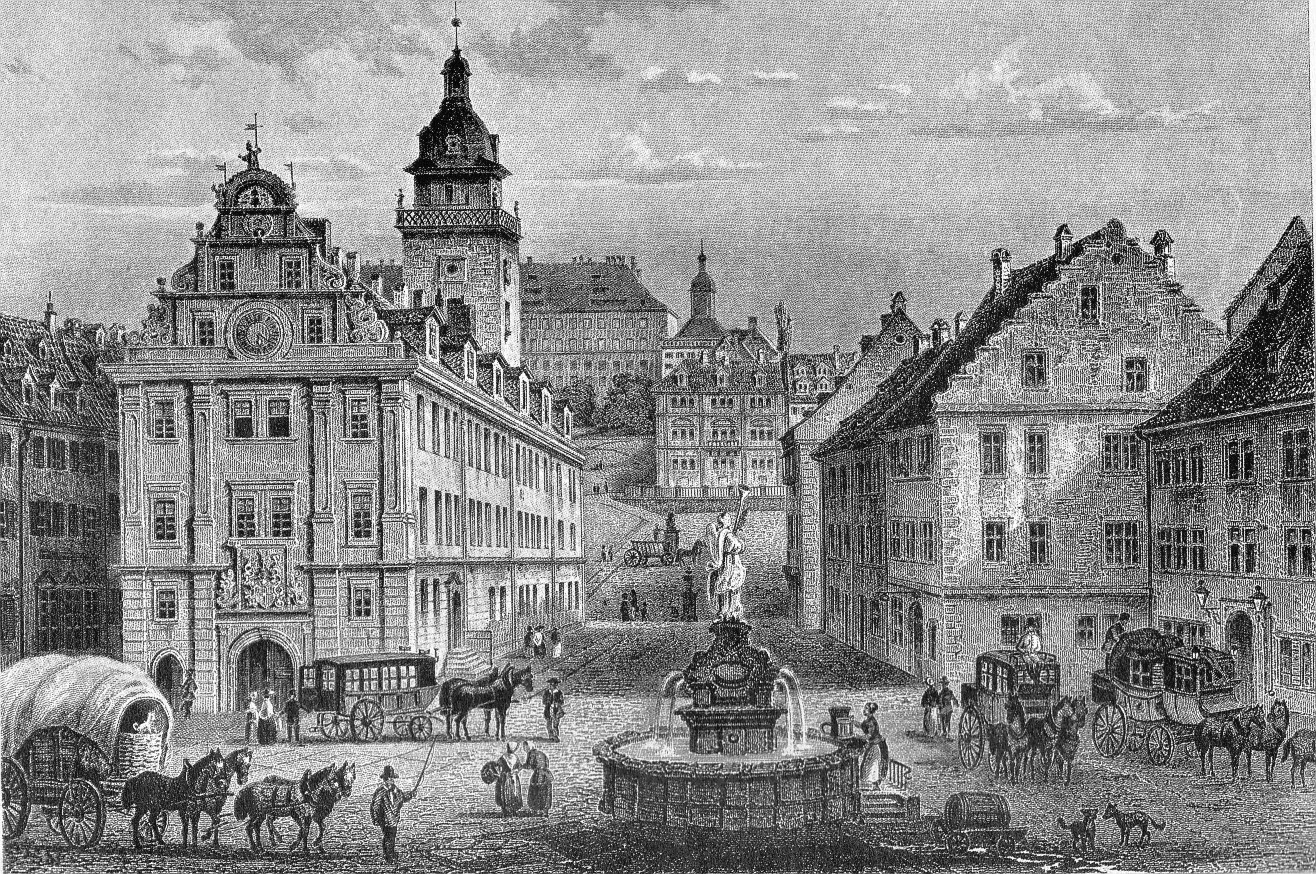
La plaza del mercado en 1850.
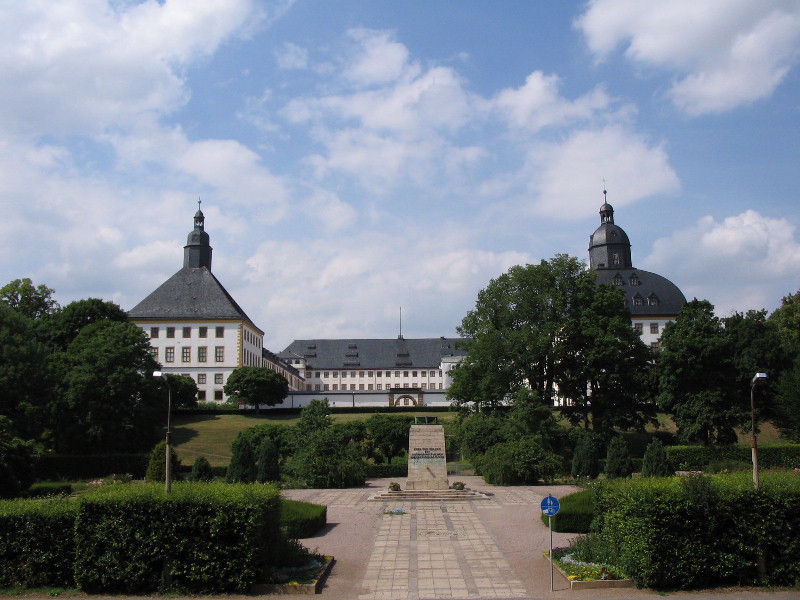
Castillo de Friedenstein en 2005.